# Abilene (Kansas)
Abilene è una città ed è il capoluogo della contea di Dickinson, Kansas, Stati Uniti.  Al censimento del 2010, la popolazione della città era di 6 844 abitanti. Il Dwight D. Eisenhower Presidential Library and Museum è situato ad Abilene.

## Geografia fisica
Secondo lo United States Census Bureau, ha un'area totale di 4,68 mi² (12,12 km²).

## Storia

### XIX secolo
Per millenni, la terra ora conosciuta come Kansas era abitata da nativi americani. Nel 1803, la maggior parte del Kansas moderno fu assicurato dagli Stati Uniti come parte dell'Acquisto della Louisiana. Nel 1854 fu organizzato il Territorio del Kansas, poi nel 1861 il Kansas divenne il 34º stato degli Stati Uniti.
Nel 1857 fu fondata la contea di Dickinson. Nello stesso anno Abilene divenne una fermata della diligenza, istituita da Timothy Hersey con il nome di Mud Creek. Fu solo nel 1860 che prese il nome di Abilene, da un passaggio della Bibbia (Luca 3:1), che significa "città delle pianure".
Nel 1867, la Kansas Pacific Railway (Union Pacific Railroad) si spinse verso ovest attraverso Abilene. Nello stesso anno, Joseph G. McCoy acquistò 250 acri di terra a nord e a est di Abilene, sui quali costruì un hotel, il Drover's Cottage, i recinti attrezzati per 2 000 capi di bestiame e una stalla per i loro cavalli. La Kansas Pacific costruì un ramo della linea ad Abilene che permise di caricare il bestiame sui vagoni per inviarli alle loro destinazioni. Le prime venti cariche partirono il 5 settembre 1867, in rotta verso Chicago, nell'Illinois, dove McCoy aveva familiarità con il mercato. La città crebbe rapidamente e divenne la prima "cow town" dell'ovest.
McCoy incoraggiò gli allevatori del Texas a condurre le loro mandrie nei suoi recinti. Dal 1867 al 1871, la pista Chisholm terminò ad Abilene, portando molti viaggiatori e facendo di Abilene una delle città più selvagge dell'ovest. I recinti spedivano 35 000 capi nel 1867 e sono diventati i più grandi recinti a ovest di Kansas City, Kansas. Nel 1871, oltre 5 000 cowboys radunarono dalle 600 000 alle 700 000 mucche ad Abilene ed altri nodi ferroviari del Kansas. Un'altra fonte riporta che 440 200 capi di bestiame furono spediti da Abilene dal 1867 al 1871. Quando le ferrovie furono costruite più a sud, la fine della pista Chisholm si spostò lentamente verso sud in direzione di Caldwell, mentre i proprietari di fattorie del Kansas spostarono la pista verso ovest e oltre Ellsworth.
Il maresciallo della città Tom "Bear River" Smith inizialmente riuscì a controllare Abilene, spesso usando solo le sue mani nude. È sopravvissuto a due tentativi di omicidio durante il suo mandato. Tuttavia, fu assassinato e decapitato il 2 novembre 1870. Smith ferì uno dei suoi due assalitori durante la sparatoria che precedette la sua morte, ed entrambi i sospettati ricevettero la prigione a vita per il reato. Fu sostituito da Wild Bill Hickok nell'aprile del 1871, ma il suo incarico ebbe breve durata. Mentre il maresciallo era accorso per una rissa, il giocatore d'azzardo Phil Coe sparò due colpi a Hickok, che rispose al fuoco, uccidendo Coe. Ma Hickok sparò accidentalmente al suo amico e vice, Mike Williams, che stava venendo in suo aiuto. Hickok perse il lavoro due mesi dopo, a dicembre.
Nel 1880 Conrad Lebold costruì la Lebold Mansion. Lebold fu uno dei primi urbanisti e banchieri dal 1869 al 1889. La buca di Hersey è ancora visibile in cantina. La casa è ora una residenza privata. Un cartello all'esterno attribuisce il nome della città che viene data aprendo una Bibbia e usando il nome del primo posto indicato.
Nel 1887, la Atchison, Topeka and Santa Fe Railway costruì un ramo da Neva (3 miglia - 4,8 km a ovest di Strong City) attraverso Abilene fino a Superior, Nebraska. Nel 1996, la Atchison, Topeka and Santa Fe Railway si fuse con la Burlington Northern Railroad e rinominarono l'attuale BNSF Railway. La maggior parte dei locali si riferisce ancora a questa ferrovia come la "Santa Fe".
Nel 1890, il dott. A.B. Seelye fondò la A.B. Seelye Medical Company. Seelye sviluppò oltre 100 prodotti per l'azienda, tra cui "Wasa-Tusa", un nome indiano che significa guarire.

### XX secolo
Abilene divenne la casa di Dwight D. Eisenhower quando la sua famiglia si trasferì ad Abilene da Denison, Texas nel 1892. Eisenhower frequentò la scuola elementare attraverso la scuola superiore ad Abilene, diplomandosi nel 1909. Il Dwight D. Eisenhower Presidential Library and Museum è il sito di sepoltura del presidente Eisenhower, sua moglie, Mamie, e il loro primogenito, Doud Dwight.

## Società

### Evoluzione demografica
Secondo il censimento del 2010, la popolazione era di 6 844 abitanti.

### Etnie e minoranze straniere
Secondo il censimento del 2010, la composizione etnica della città era formata dal 94,9% di bianchi, lo 0,9% di afroamericani, lo 0,4% di nativi americani, lo 0,2% di asiatici, lo 0,0% di oceanici, l'1,1% di altre razze, e il 2,4% di due o più etnie. Ispanici o latinos di qualunque razza erano il 4,7% della popolazione.